# جورج كروذر
جورج كروذر (بالإنجليزية: George Crowther)‏ هو لاعب كرة قدم أمريكية أمريكي، ولد في 3 أكتوبر 1891 في فيتشبورغ في الولايات المتحدة، وتوفي في 1 يوليو 1963.